# 三教指帰

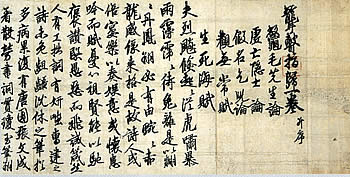
『聾瞽指帰』（巻頭部分、空海撰・筆、金剛峯寺蔵、国宝）

『三教指帰』（さんごうしいき）は、空海による宗教的寓意小説に仮託した出家宣言の書。三教（仏教・儒教・道教）を比較して、仏教の優越性を説いている。

## 「聾瞽指帰」から「三教指帰」へ
序文から、延暦16年12月1日（797年12月23日）に成立していることがわかる。空海が24歳の著作であり、出家を反対する親族に対する出家宣言の書とされている。ただし、この時の題名は『聾瞽指帰』（ろうこしいき）であり、空海自筆とされるものが現在も金剛峯寺に伝えられて国宝に指定されている。その後、天長年間に同書を序文と十韻詩の改訂して朝廷に献上した際に書名を『三教指帰』に改めたと考えられている。
阿部龍一（在米の仏教学者）は『聾瞽指帰』の改訂には、50代になった空海の心境の変化や仏教思想の深化（特に「真言」への理解）を反映させるとともに、社会的地位の変化に伴って『聾瞽指帰』の特に序文に記された当時の律令国家においては反社会的な性格を有する儒教批判・文章経国主義批判を抑制したものになっている（阿部は周囲との対立を乗り越えて仏教を最上のものとして体制の統治イデオロギーであった儒教を捨ててその外側に出る決意を文章にした『聾瞽指帰』の執筆時と、体制の内側において密教の朝廷への導入を進めている中で体制の統治イデオロギーであった儒教との相互協力を打ち出す必要があった校訂及び『三教指帰』への改題時の違いと評する）。そして、朝廷に献上された『三教指帰』が宮廷で広く読まれたことが『続日本後紀』承和2年3月25日条に記された空海の薨伝から分かる。また、任官試験の1つである対策においても三教の関係について問われる場合も多く、『三教指帰』を読むことは当時の貴族社会においては実用的な意味も有していた。
流麗な四六駢儷体で書かれている。蛭牙公子、兎角公、亀毛先生、虚亡隠士、仮名乞児の五名による対話討論形式で叙述され、戯曲のような構成となっている。亀毛先生は儒教を支持しているが、虚亡隠士の支持する道教によって批判される。最後に、その道教の教えも、仮名乞児が支持する仏教によって論破され、仏教の教えが儒教・道教・仏教の三教の中で最善であることが示されている。弁証法的な手法によって、仏教が論理的に称揚されている。日本における最初の比較思想論であり、思想の主体的実存的な選択を展開した著作である。

## 評価
島薗進（宗教学者）は、本書における儒教と道教の記述が仏教の記述と比べて不十分かつ深みがないと指摘している。しかし、本書は3つの宗教を比較し、空海自身とそれらとの関係について考察しているため、日本における宗教学の先駆けと位置付けることができるとしている。
阿部龍一は、改訂前の『聾瞽指帰』に対するこれまでの内容面に対する評価の低さや後世における空海が真言宗の開祖・弘法大師であることを前提とした研究を批判し、空海出家時の心境や密教との出会い、出家当時の仏教環境などを知る上で重要な資料であるとしている。

## 古注釈書
- 三教指帰注集
- 三教勘注抄
- 三教指帰注
- 三教指帰註抄

## 主な訳注文献
- 『三教指帰』（加藤精神訳註、岩波文庫、1935年、復刊1987年・1997年）- 下記の角川文庫版の訳・解説者は子と孫。
- 『弘法大師著作全集 第三巻』勝又俊教編（山喜房佛書林、1973年）
- 『三教指帰 性霊集　日本古典文学大系71』渡辺照宏・宮坂宥勝校注（岩波書店、1965年）
- 『弘法大師 空海全集 第六巻』（山本智教訳注、筑摩書房、1984年、再版2001年）
- 『三教指帰 文鏡秘府論・序』（福永光司訳注[5]、松長有慶 新版解説、中公クラシックス、2003年）
- 『空海 三教指帰』（加藤純隆[6]・加藤精一訳注、角川ソフィア文庫、2007年）